# Heterothalamulopsis
Heterothalamulopsis là một chi thực vật có hoa trong họ Cúc (Asteraceae).

## Loài
Chi Heterothalamulopsis gồm các loài: